# Grindelia linearifolia
Grindelia linearifolia là một loài thực vật có hoa trong họ Cúc. Loài này được A. Bartoli, Tortosa & Marchesi mô tả khoa học đầu tiên năm 1996.